# Greeble (Psychologie)
|      | samar | osmit | galli | radok | tasio |
| ---- | ----- | ----- | ----- | ----- | ----- |
| plok |       |       |       |       |       |
| glip |       |       |       |       |       |

In der Psychologie versteht man unter einem Greeble (das; Plural: Greebles) ein meist durch Computergrafik sorgfältig konzipiertes dreidimensional erscheinendes Objekt, das als visueller Reiz in der kognitionspsychologischen Erforschung von Objekt- und Gesichtswahrnehmung dient.

## Erste Verwendung
Die ersten Greebles wurden an der Yale University von Scott Yu entworfen unter Anleitung von Michael J. Tarr und Isabel Gauthier. Isabel Gauthier verwendete sie in ihrer Dissertation, und ihre Beschreibung wurde zum ersten Mal 1997 im Journal Vision Research veröffentlicht. Die Bezeichnung Greebles stammt von dem Psychologen Robert Abelson (1928–2005).

## Kognitionspsychologie
Ein Greeble stellt zum Beispiel ein in seinen Merkmalen eingeschränktes gesichtsähnliches Objekt dar: Weniger erkennbare Gesichtsattribute, doch in einer gemeinsamen Grundanordnung. Einfacher gesagt: Ein Greeble sieht irgendwie wie ein Gesicht aus, stellt aber in keiner Weise ein reales Gesicht dar. Dies macht es schwierig, das Greeble auf der Grundlage des Vorhandenseins einer einzigen Eigenschaft zuzuordnen, und genau dieser Umstand soll die Probanden bei kognitionspsychologischen Experimenten dazu bringen, alle Eigenschaften eines Greebles in Beziehung zueinander wahrzunehmen und für eine mögliche Gruppenzuordnung zu verwenden. Greebles werden also – wie auch reale Gesichter – konfigural wahrgenommen, d. h. nicht nur Wahrnehmung der Einzelkomponenten, sondern Wahrnehmung der Gesamtheit aller Komponenten und ihre Anordnung zueinander.
Greebles können für spezielle Testanordnungen konzipiert werden. Die (symmetrischen und asymmetrischen) Originale von Yu sind auf der Website von Michael Tarr erhältlich.

## Bibliographie

### Publikationen
- M.J. Tarr u. I. Gauthier "FFA: A flexible fusiform area for subordinate-level visual processing automatized by expertise" (2000) Nature Neuroscience, 3(8): 764-769.
- B.C. Duchaine, K. Dingle, E. Butterworth and K. Nakayama Normal greeble learning in a severe case of developmental prosopagnosia (2004) Neuron, 43(4): 469-73.
- T.W. James, D.W. Shima, N. Oertelt und J.J. DiCarlo Breaking position-invariant object recognition (2005) Nature Neuroscience, 8: 1145-1147.
- M. Behrmann, G. Avidan, G.L. Leonard, R. Kimchi, B. Luna, K. Humphreys und N. Minshew Configural processing in autism and its relationship to face processing (2006) Neuropsychologia, 44: 110-129.
- A. Lahaie, L. Mottron, M. Arguin, C. Berthiaume, B. Jemel und D. Saumier Face perception in high-functioning autistic adults: evidence for superior processing of face parts, not for a configural face-processing deficit (2006) Neuropsychology, 20(1): 30-41.
- A.W. Wolley, J.R. Hackman, T.E. Jerde, C.F. Chabris, S.L. Bennett und S.M. Kosslyn Using brain-based measures to compose teams: how individual capabilities and team collaboration strategies jointly shape performance (2007). Soc. Neurosci. 2(2): 96-105. (pubmed.ncbi.nlm.nih.gov)
- K.S. Scherf, M. Behrmann, N. Minshew und B. Luna Atypical development of face and greeble recognition in autism (2008) J. Child Psychol. Psychiatry. 49(8): 838-47.

### Bücher
- Miriam Wynberg Bridging the gap between birds, cars, faces, and greebles (2006) University of Toronto, ISBN 978-0-494-16395-5
- Isabel Gauthier, Michael J. Tarr, Daniel Bub Perceptual Expertise: Bridging Brain and Behavior (Oxford Series in Visual Cognition), Oxford University Press (2009), ISBN 978-0-19-530960-7